# 櫸木台站

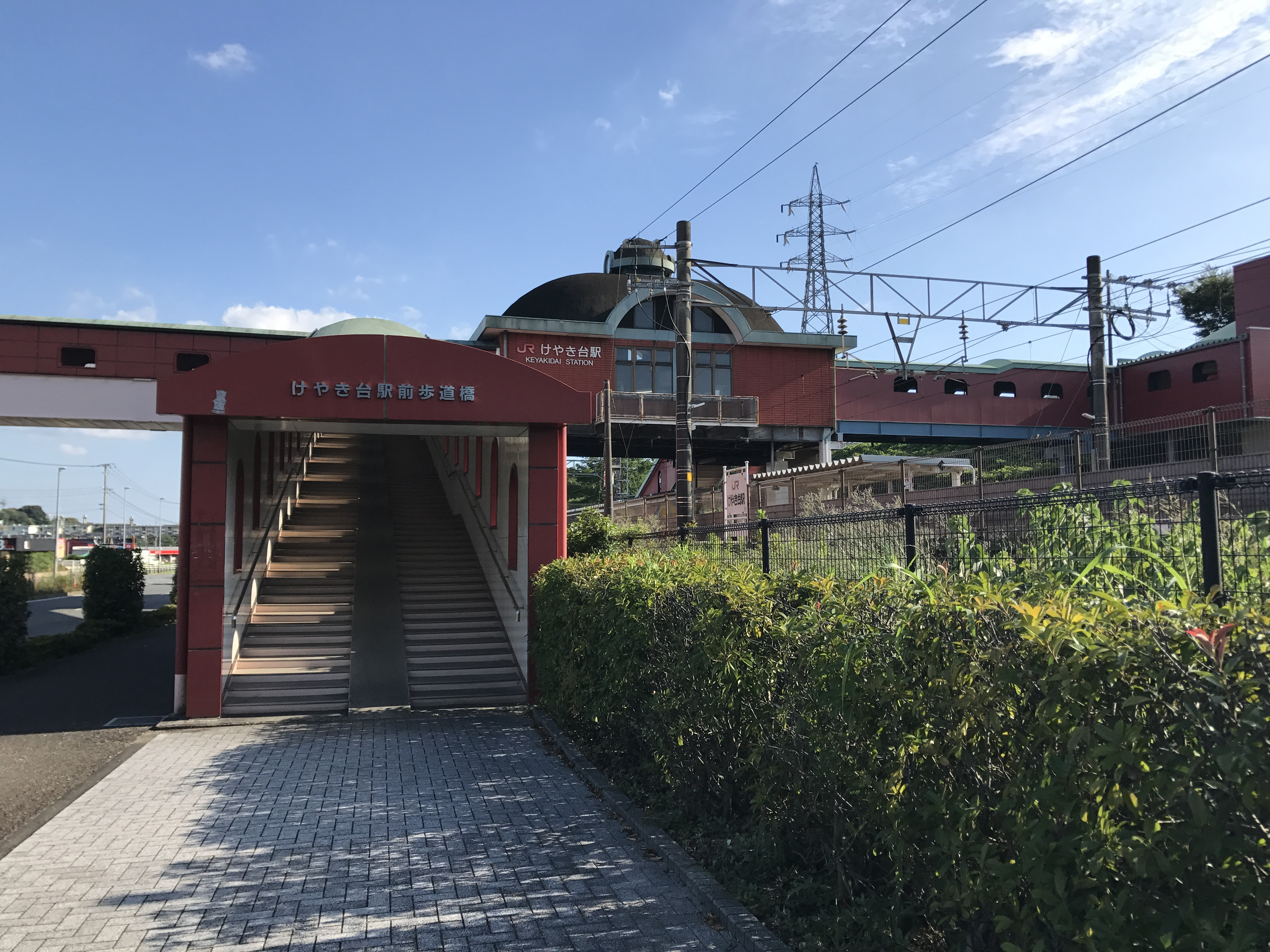
出入口(2017年8月)

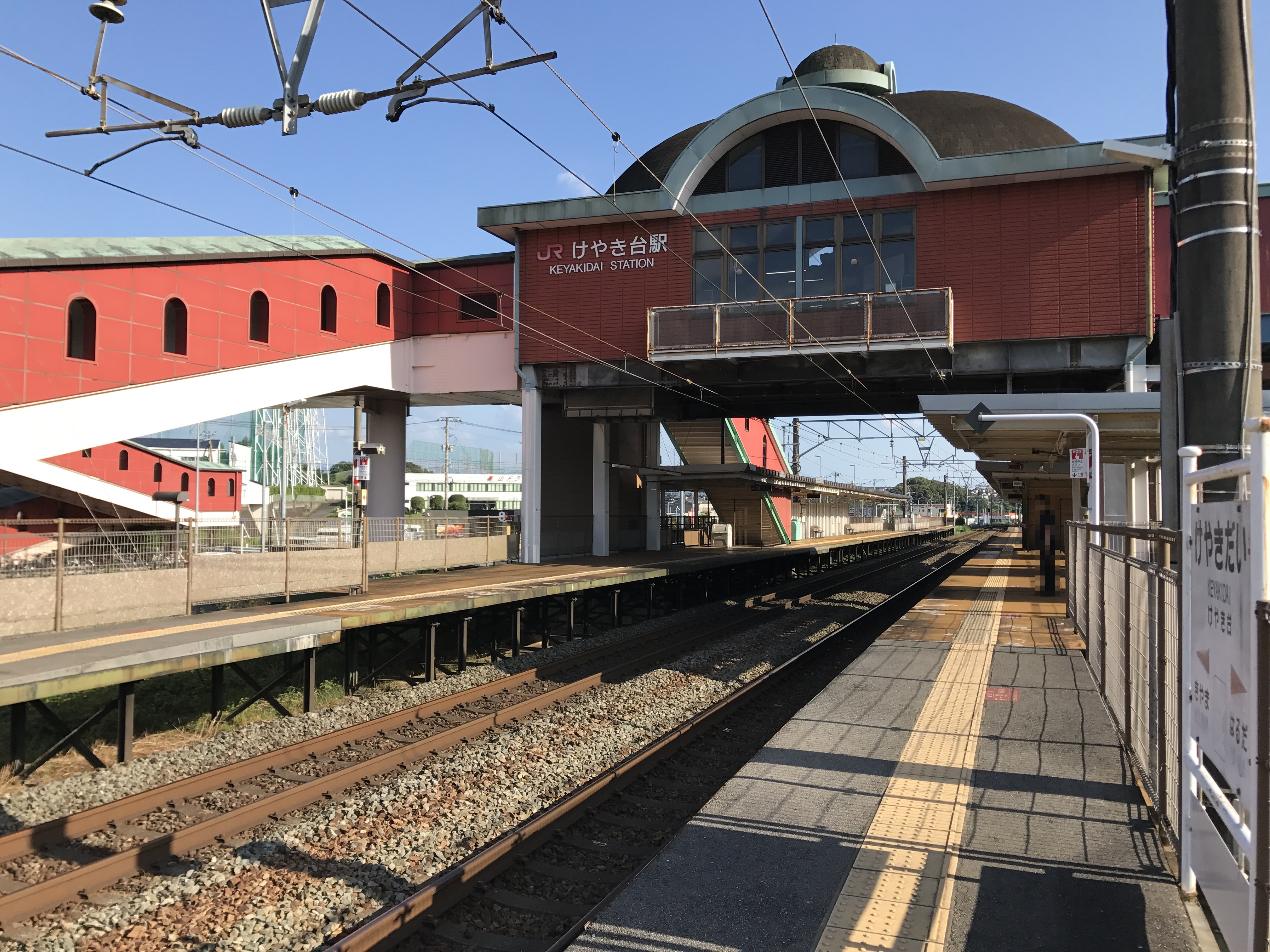
月台(2017年8月)

櫸木台站（日语：／ Keyakidai eki */?）是位於佐賀縣三養基郡基山町，屬於九州旅客鐵道（JR九州）的鹿兒島本線車站。車站編號為JB11。

## 歷史
- 1990年（平成2年）3月10日 - 車站啟用[3]。
- 2009年（平成21年）3月1日 - 此站可以使用IC卡「SUGOCA」[4]。

## 車站構造
本站是擁有跨站式站房的地面車站，並設有2面2線的相對式月台。站房以磚頭風格建造，屋頂則是彷照東京站的外型設計。本站與「櫸木台站前行人天橋」成為一體化構造，行人天橋東邊連接國道3號。該天橋連接西邊的佐賀縣基山町與東邊的福岡縣小郡市。由於西邊位於高地上，因此在跨站式站房上可直接出入。
此站是由JR九州鐵道營業管理的業務委託車站，但只於日間營業。站內沒有設置MARS，只設有POS終端，且在非營業時間沒有職員當值。此站可以使用SUGOCA、購買SUGOCA和增值SUGOCA。當初站內只有簡易型自動閘機，而後在2013年科天引入JR九州標準的自動票機。

### 月台
| 月台 | 路線       | 上下行 | 方向                     |
| ---- | ---------- | ------ | ------------------------ |
| 1    | 鹿兒島本線 | 上行   | 博多、小倉方向           |
| 2    | 鹿兒島本線 | 下行   | 久留米、大牟田、佐賀方向 |

## 使用狀況
在2018年（平成30年）度，1日平均乘車人次為1,318人。
以下為近年1日平均乘車人次列表：
| 年度   | 1日平均 乘車人次 |
| ------ | ---------------- |
| 1998年 | 763              |
| 1999年 | 820              |
| 2000年 | 882              |
| 2001年 | 1,023            |
| 2002年 | 1,086            |
| 2003年 | 1,116            |
| 2004年 | 1,160            |
| 2005年 | 1,218            |
| 2006年 | 1,278            |
| 2007年 | 1,301            |
| 2008年 | 1,307            |
| 2009年 | 1,305            |
| 2010年 | 1,369            |
| 2011年 | 1,375            |
| 2012年 | 1,411            |
| 2013年 | 1,417            |
| 2014年 | 1,332            |
| 2015年 | 1,367            |
| 2016年 | 1,341            |
| 2017年 | 1,351            |
| 2018年 | 1,318            |

## 車站周邊
車站位於基山町東北方。車站周邊是由旭化成開發的「太陽城櫸木台」等平成初期住宅開發地。車站東邊約200米便到達福岡縣小郡市。
國道3號與鹿兒島本線並行。車站周邊的國道3號路段於2007年完成擴寬工程，成為四線雙程道路，沿路上設有多間路邊店鋪。在國道3號以北約700米設有一個名為「三國境」的路口，根據該名是筑前國（現時為筑紫野市）、筑後國（小郡市）、肥前國（基山町）3國的邊界。在該路口旁設有由對馬藩興建的「從是西肥前國對州領」的國境石，以及由黑田藩興建的「從是東筑前國」國境石。
- 基山駕駛學校（日语：基山ドライビングスクール）
- 基山停車區 - 九州自動車道
- 小郡鄉村俱樂部
- 新市鎮
  - 佐賀一方為「櫸木台」[1]（旭化成不動產住所（日语：旭化成不動産レジデンス））
  - 福岡一方為希美丘[1]（東急開發）
- 私立東明館小學（希美丘新市鎮內）
- 漢堡店「麒麟屋」
- Suroy Mall筑紫野（日语：シュロアモール筑紫野）
- 丸幸拉麵中心
- 溫泉中心「Amandy」
- Fresh Legend「筑紫野Dream」球場

## 巴士路線
- 基山社區巴士（日语：きやまコミュニティバス）（西鐵巴士佐賀（日语：西鉄バス佐賀））
  - 櫸木台、高島團地、彌生丘鹿毛醫院、基山町公所方向

## 相鄰車站
九州旅客鐵道
鹿兒島本線
■快速、■區間快速
通過
■區間快速（只有部分列車停站）、■普通
原田（JB10）－櫸木台（JB11）－基山（JB12）

## 注腳
1. 1 2 3 4 5 6 7 8 9 10  . 週刊朝日百科. 33號 熊本駅・嘉例川駅・大畑駅ほか. 朝日新聞出版. 2013-03-31: 20.
2. 1 2  . JR九州鐵道營業.   [2016-04-17]. （原始内容存档于2016年4月12日）.
3. 1 2 3  . 交通新聞 (東京都: 交通新聞社). 2000-07-26: 2.
4. ↑  . 交通新聞 (交通新聞社). 2009-03-03: 1.
5. ↑   (PDF). 九州旅客鐵道.   [2019-07-24]. （原始内容存档 (PDF)于2019-12-06）.
6. ↑  佐賀縣統計年鑑

## 外部連結
- 櫸木台（車站資訊） - 九州旅客鐵道